# Alex Smith
Alexander Douglas "Alex" Smith (nacido el 7 de mayo de 1984) es un exjugador profesional de fútbol americano estadounidense que jugaba en la posición de quarterback.

## Biografía
Smith asistió a Helix Charter High School en La Mesa, California. Allí jugó al fútbol americano donde llevó al equipo a lograr un récord de 25-1, ganando dos campeonatos San Diego CIF, siendo nombrado Primer Equipo All-Conference y All-County. También ganó dos veces el premio al Jugador Ofensivo del Año de la Conferencia, y dos veces el MVP de su equipo.
Tras su paso por el instituto, Smith se graduó en Utah, donde jugó para los Utes. Como en su récord anterior en el instituto, Smith llevó al equipo a lograr un 21-1, y ganando la Liberty Bowl de 2003 y la Fiesta Bowl de 2005.

## Carrera

### San Francisco 49ers
Smith fue seleccionado por los San Francisco 49ers en la primera ronda (puesto 1) del draft de 2005. En julio, Smith firmó un contrato de seis años a razón de $49.5 millones con $24 millones garantizados.

### Kansas City Chiefs
El 27 de febrero de 2013, los Kansas City Chiefs intercambiaron a los 49ers una segunda ronda del draft y una incondicional del draft de 2014, a cambio de Smith. El acuerdo se hizo oficial el 12 de marzo.

### Washington Redskins/Football Team
El 30 de enero de 2018, Smith fue traspasado a los Redskins a cambio de una tercera ronda del draft de 2018 y el cornerback Kendall Fuller.
El 18 de noviembre en un partido frente a los Houston Texans, sufrió un sack que le provocó una fractura de fíbula y tibia que terminó su temporada y amenazó su carrera. Tras 17 cirugías para reparar la fractura y tratar una infección (sepsis), y luego de 2 años de rehabilitación (de hecho se perdió toda la temporada 2019), anunció su regreso para la campaña 2020.
Regresó durante la Semana 5 en la derrota ante Los Angeles Rams, sustituyendo a Kyle Allen que había salido lesionado, esto sucedió nuevamente en la Semana 9, esta vez en la derrota 23-20 ante los New York Giants; durante el encuentro Allen sufrió una fractura de tobillo que lo marginó el resto de la campaña, por lo que Ron Rivera nombró a Smith como titular. Hizo su primer inicio desde su lesión el 15 de noviembre de 2020 (casi 2 años después de su aparatosa lesión) ante los Detroit Lions, siendo derrotados 27-30 en la prórroga; luego condujo a su equipo a 4 victorias consecutivas, incluyendo una victoria 41-16 ante los Dallas Cowboys en Día de Acción de Gracias, y otra ante los Pittsburgh Steelers el 7 de diciembre, acabando con el invicto de 11 victorias que tenían estos últimos. La semana siguiente vencieron a su antiguo equipo, los San Francisco 49ers, pero salió lesionado. Volvió a tiempo para la Semana 17 ante los Philadelphia Eagles, donde lanzó 2 pases de touchdown y lideró la victoria 20-14 y el pase a la postemporada como campeón divisional; sin embargo resintió su lesión y no pudo jugar la Ronda de Comodines, donde cayeron eliminados 31-23 por los Tampa Bay Buccaneers.